# Teorie della coscienza di ordine superiore
Le teorie della coscienza di ordine superiore postulano che la coscienza consista di percezioni o pensieri sugli stati mentali del primo ordine. In particolare, si ritiene che la coscienza, come fenomeno, sia una rappresentazione mentale di ordine superiore di contenuti percettivi o quasi-percettivi, come le immagini visive.
Le teorie di ordine superiore vanno distinte da altre spiegazioni cognitive o rappresentative della coscienza, che suggeriscono che la mera mentalità di primo ordine di certi tipi costituisca la coscienza.

## Motivazione
La teoria di ordine superiore può spiegare la distinzione tra elaborazione cerebrale inconscia e conscia. Entrambi i tipi di operazioni mentali coinvolgono manipolazioni di primo ordine, e secondo la teoria di ordine superiore, ciò che rende la cognizione consapevole è un'osservazione di ordine superiore dell'elaborazione di primo ordine.
In termini neuroscientifici, la teoria di ordine superiore è motivata dalla distinzione tra informazioni di primo ordine nelle prime regioni sensoriali e rappresentazioni di ordine superiore nelle cortecce prefrontali e parietali.

## Versioni

### Teoria della percezione di ordine superiore
Chiamata anche teoria del senso interiore, questa versione delle teorie di ordine superiore propone che la coscienza fenomenica non consista in sensazioni immediate, ma nella percezione di quelle sensazioni a un livello superiore. Oppure detto in altro modo:
Uno stato mentale fenomenicamente cosciente è uno stato con contenuto intenzionale analogico/non concettuale, che è a sua volta il bersaglio di uno stato intenzionale analogico/non concettuale di ordine superiore, attraverso le operazioni di una facoltà di "senso interiore".
Una motivazione per questo approccio è che tiene conto della coscienza fenomenica in assenza di credenze o comportamenti associati a tali esperienze, in modo che, ad esempio, qualcuno possa provare dolore senza necessariamente mostrare reazioni funzionali al dolore.

### Teoria del pensiero attualista di ordine superiore
David Rosenthal è uno dei principali sostenitori di questo punto di vista. Afferma che uno stato mentale è cosciente quando è oggetto di un pensiero di ordine superiore, in inglese higher-order thought (HOT). La coscienza fenomenica, in particolare, corrisponde a certi tipi di stati mentali, ad esempio input visivi, che sono oggetto di HOT. Rosenthal esclude il caso particolare in cui si apprendono i propri stati di ordine inferiore mediante deduzione cosciente. Se, ad esempio, la psicoanalisi potesse rivelare le motivazioni inconsce, ciò non le renderebbe improvvisamente consce.

### Teoria del pensiero disposizionalista di ordine superiore
La teoria disposizionalista rispecchia la visione attualista (gli stati mentali di primo ordine dovrebbero essere effettivamente pensati o attualizzati in qualche modo), tranne per il fatto che non è necessario pensare effettivamente allo stato mentale del primo ordine: deve solo essere disponibile per essere pensato potenzialmente.
Mentre le spiegazioni attualiste sembrerebbero richiedere un immenso calcolo di ordine superiore su tutte le percezioni del primo ordine, le spiegazioni disposizionaliste no; richiedono semplicemente la disponibilità di informazioni di primo ordine. Tale disponibilità potrebbe derivare, ad esempio, dalla trasmissione globale come nella teoria dello spazio di lavoro globale .

### Teorie autorappresentazionali di ordine superiore
Le teorie autorappresentazionali di ordine superiore considerano lo stato di ordine superiore come costitutivo o interno al suo stato di primo ordine. Questo potrebbe accadere perché:
1. gli stati del primo ordine e quelli dell'ordine superiore sono identici, con lo stesso stato che svolge due ruoli diversi,  oppure,
2. gli stati di primo ordine e quelli di ordine superiore fanno parte dello stesso tutto, e l'intero complesso è ciò che diventa cosciente.[1]

Un esempio del secondo caso, la teoria "parte-tutto" auto-rappresentazionale, è la "teoria citazionale della coscienza" di Vincent Picciuto, in cui la coscienza consiste nel "citare mentalmente" una percezione di primo ordine.

### Visione dell'inferenza statistica di ordine superiore
In questa teoria, l'elaborazione di livello superiore determina che una rappresentazione di primo ordine sia affidabile.

### Tesi della plasticità radicale
Come nella prospettiva HOT, questa teoria propone che il cervello "apprenda" quando esiste una rappresentazione di livello inferiore affidabile.

## Prospettive scientifiche
Le teorie di ordine superiore hanno avuto origine in ambito filosofico, ma hanno anche guadagnato alcuni sostenitori nel campo scientifico. Ecco alcuni esempi di prove a sostegno delle visioni di ordine superiore:
- La segnalazione dell'esperienza cosciente sembra in alcuni studi verificarsi in modo seriale a seguito di un processo inconscio, piuttosto che parallelamente ad esso.[4]
- Il processo inconscio è abbastanza potente di per sé, quindi non è ovvio che le prestazioni compiti richiedano la coscienza. Le visioni di ordine superiore concordano con questo, a differenza, ad esempio, delle visioni dello spazio globale.[4]
- Le compromissioni della corteccia prefrontale possono influire sulle segnalazioni soggettive senza influire sulle prestazioni compiti. Se la corteccia prefrontale svolgesse principalmente un ruolo attentivo, le prestazioni dovrebbero degradare insieme alla capacità di segnalazione.[4]
- Alcune interpretazioni di determinati disturbi della coscienza suggeriscono che essi operano influenzando la corteccia prefrontale, dove si presume avvengano i pensieri di ordine superiore.[4]

Edmund Rolls difende la spiegazione della coscienza di ordine superiore, sostenendo che la coscienza consista in pensieri di ordine superiore, che consentono di monitorare e correggere gli errori e "che i sistemi cerebrali necessari per la coscienza e il linguaggio sono simili". I qualia, come il dolore, diventano coscienti quando "entrano in un sistema linguistico specializzato di manipolazione dei simboli, che è parte di un sistema di pensiero di ordine superiore" che aiuta, tra l'altro, con la "pianificazione flessibile delle azioni".

## Critiche

### Critiche alla visione HOT del senso interiore e attualista
Scott Sturgeon si oppone alla teoria del senso interiore sulla base del fatto che potrebbe dare origine a disturbi in cui, ad esempio, si ha una percezione del primo ordine del rosso che innesca erroneamente un senso di secondo ordine di "sembra arancione". Ma non vediamo alcun disturbo di questo tipo in neurologia. Più in generale, le visioni del senso interiore e attualiste affrontano il "problema di rappresentazione di ordine superiore senza target" in cui potrebbe esserci, ad esempio, un'esperienza/pensiero di ordine superiore sulla percezione del rosso senza una corrispondente percezione del rossore di primo ordine. Una risposta è che questo non è un problema per le teorie di ordine superiore più che per altre teorie neuroscientifiche della coscienza, che coinvolgono anch’esse molti livelli di elaborazione che potrebbero teoricamente essere incoerenti.
Peter Carruthers sottolinea che il senso interiore o attualista della visione HOT, riguardo alle percezioni di primo ordine, potrebbe aumentare notevolmente la potenza di calcolo necessaria per elaborare consapevolmente gli stimoli, poiché, non solo è necessario avere una percezione, ma è anche necessario avere un'altra (magari altamente dettagliata) percezione o pensiero su tale percezione.

### Critiche contro ogni visione di ordine superiore
L'"obiezione della roccia" rileva che pensare a una roccia non fa sì che la roccia si "accenda" con la coscienza, quindi perché pensare a una percezione di primo ordine la fa illuminare? I teorici dell’ordine superiore rispondono che gli stati del primo ordine devono essere stati mentali, cosa che le rocce non lo sono.